# Алиса в Стране чудес (фильм, 1999)
«Али́са в Стране́ чуде́с» (англ. Alice in Wonderland) — телевизионная экранизация знаменитых сказок Льюиса Кэрролла «Алиса в Стране чудес» и «Алиса в Зазеркалье».

## Сюжет
Сюжет фильма очень близко следует за событиями оригинальных сказок.
На лицензионном DVD фильм выпустила фирма «CP Digital».

## В ролях
- Тина Мажорино — Алиса
- Вупи Голдберг — Чеширский кот
- Кристофер Ллойд — Белый Рыцарь
- Бен Кингсли — Гусеница
- Мартин Шорт — Болванщик
- Джин Уайлдер — Черепаха Квази
- Робби Колтрейн — Траляля (Tweedledee)
- Питер Устинов — Морж
- Пит Постлетуэйт — Плотник
- Миранда Ричардсон — Червонная Королева
- Элизабет Сприггс — Герцогиня
- Кен Додд — мистер Мышь

## Награды
- 4 премии Эмми за дизайн костюмов, грим, музыку и визуальные эффекты.

## Дополнительные факты
- Куклы созданы компанией «Jim Henson’s Creature Shop».
- В соответствии с Системой возрастной классификации кинопоказа в России лента имеет категорию «Для любой зрительской аудитории».
- На лицензионных видео и цифровых носителях в России фильм выпускается дистрибьютором «Екатеринбург Арт».
- Образы героев заимствованы у иллюстратора самого первого издания сказок — Джона Тэнниэла.